# Trust Hugenberg
Le trust Hugenberg, appelé aussi « Hugenberg-Konzern » est un ancien groupe de médias allemand placé sous la direction du principal industriel de l'acier Alfred Hugenberg et contrôlant directement ou indirectement 1 600 journaux à la fin de la Première Guerre mondiale, sous la République de Weimar. C'était alors le premier groupe de presse européen.

## Histoire
La formation du premier « trust » (en allemand, konzern) remonte à 1867, il contrôlait les journaux Berliner Tageblatt, Berliner Volkszeitung, Uhr Abendblatt, tous prussiens. En 1916, Alfred Hugenberg, fondateur en 1891 et ex-leader de la Ligue pangermaniste, président du comité de direction des entreprises Krupp et président d’innombrables conseils d’administration, réalise d'importantes acquisitions. Il achète l'empire de presse d’August Scherl, qui comptait les journaux populaires comme Berliner Lokal-Anzeiger, Die Woche, Die Gartenlaube. L'objectif de cette acquisition était de promouvoir un « nouveau mouvement spirituel » afin de repousser l’influence croissante des idées libérales-démocrates.
Au même moment, le trust de l'industriel Hugo Stinnes acquiert ainsi le Deutsche Allgemeine Zeitung (DAZ).
À partir des années 1920, le trust Hugenberg met en place une agence de presse, la Telegraphen Union (TU), à laquelle il adjoint la société de production d’actualités filmées UFA, rachetée le 1er avril 1927 et dirigée jusqu'en 1931 par Klitsch, puis un atelier central de composition, en rapport direct avec les journaux de province, qui lui donnaient de nombreux travaux de sous-traitance. L'empire regroupe aussi la maison d'édition d'August Scherl.
En 1931, Alfred Hugenberg forma à Bad-Harzbourg, avec les membres du NSDAP, l’alliance dite « de front national » pour « la destruction du mouvement révolutionnaire marxiste d’inspiration bolchevique ». Adolf Hitler eut alors accès aux moyens de propagande du trust Hugenberg et le parti nazi multiplia par huit son score de 1928 lors des élections du Reichstag du 14 septembre 1930, pour atteindre 6 400 000 voix, tandis que le parti de Hugenberg en perdit deux millions.
Le 27 juin 1933, Alfred Hugenberg est contraint d'abandonner ses portefeuilles ministériels, et le lendemain, son parti est dissous et son groupe de presse lui est confisqué. Les nazis prennent le contrôle de Telegraphen-Union (Union télégraphique) en 1933, et l'Universum Film AG (UFA) fut nationalisée en 1937. Il obtient, grâce à l'intervention de Joseph Goebbels, le droit de garder sa maison d'édition, Scherl-Verlag, mais le parti nazi se l'appropria en 1943.
Le groupe éditera aussi Der Adler (« L'Aigle »), une revue de la propagande allemande publiée durant la Seconde Guerre mondiale.